# Лащев, Александр Филиппович
Александр Филиппович Лащев (23.02.1913 — лето 1969) — командир отделения 105-го отдельного моторизованного штурмового инженерно-сапёрного Одерского ордена Суворова батальона (23-я моторизованная штурмовая инженерно-сапёрная Перекопская Краснознамённая орденов Суворова и Кутузова бригада, 13-я армия, 1-й Украинский фронт), сержант, участник Великой Отечественной войны, кавалер ордена Славы трёх степеней.

## Биография
Родился 23 февраля 1913 года в городе Новочеркасск Ростовской области в семье крестьянина. Окончил 4 класса сельской школы. В действующей армии Великой Отечественной войны с августа 1941 года.
В дни Сталинградской битвы участвовал в минировании подступов к тракторному заводу. Награждён медалью «За оборону Сталинграда».
Командир отделения сапёров-минеров 212-го батальона инженерных заграждений (43-я инженерная бригада специального назначения, 2-я гвардейская армия, 4-й Украинский фронт) младший сержант Лащев А. Ф. в ночь на 8 апреля 1944 года в районе города Армянск (Перекопский перешеек, Крым) проделал 6-метровый коридор в проволочном заграждении противника, чем обеспечил свободный проход нашим подразделениям.
Приказом командира 87-й стрелковой дивизии полковника Иванова Г. С. 13 апреля 1944 года младший сержант Лащев Александр Филиппович награждён орденом Славы 3-й степени.
Во второй половине апреля 1944 года в районе города Армянск в составе группы общевойсковой разведки в бою уничтожил до 10 вражеских солдат и 5-х пленил, а также обезвредил 19 противотанковых мин противника.
Приказом от 30 апреля 1944 года младший сержант Лащев Александр Филиппович награждён орденом Славы 2-й степени.
12 января 1945 года его сапёрное отделение в бою в районе 30 км западнее города Кельце на Сандомирском плацдарме (Польша) проделало три прохода на минном поле и 2 — в проволочных заграждениях, А. Ф. Лащев в числе первых ворвался в траншею противника.
Указом Президиума Верховного Совета СССР от 10 апреля 1945 года за образцовое выполнение боевых заданий командования на фронте борьбы с немецкими захватчиками и проявленные при этом доблесть и мужество Лащев Александр Филиппович награждён орденом Слава 1-й степени.
24 апреля 1945 года командир сапёрного отделения 105-го отдельного моторизованного штурмового инженерно-сапёрного Одерского ордена Суворова батальона (23-я моторизованная штурмовая инженерно-сапёрная Перекопская Краснознамённая орденов Суворова и Кутузова бригада) вновь отличился в бою. Командир 23-й мшисбр РГК 1 Украинского фронта приказом № 11/н от 15 мая 1945 года наградил старшину Лащева А. Ф. орденом Красной Звезды.
Участник Парада Победы 24 июня 1945 года в Москве.
После демобилизации в 1945 году вернулся на родину, проживал в посёлке Багаевский Ростовской области, работал плотником в совхозе «Рогачёвский».
Скончался в 1969 году. Похоронен в станице Багаевская Багаевский район Ростовская область.

## Награды
- Орден Красной Звезды (25.04.1945)[6]
- Полный кавалер ордена Славы:
  - орден Славы I степени (23.04.1945)[7];
  - орден Славы II степени (30.04.1944)[8];
  - орден Славы III степени (4.11.1944)[9];
- медали, в том числе:
  - «За боевые заслуги» (22.03.1944)[10]
  - «За оборону Сталинграда» (9.12.1944)[11]
  - «За победу над Германией в Великой Отечественной войне 1941—1945 гг.» (9 мая 1945[12])[13]
  - «20 лет Победы в Великой Отечественной войне 1941—1945 гг.» (7 мая 1965[14])
  - «50 лет Вооружённых Сил СССР» (26 декабря 1967[15])

## Память
- На могиле установлен надгробный памятник.
- Его имя увековечено в Главном Храме Вооружённых сил России, и навсегда запечатлено на мемориале «Дорога памяти»[16].